# The Lost Dinosaurs
The Lost Dinosaurs (The Dinosaur Project) è un film del 2012 diretto da Sid Bennett. Girato in forma di mockumentary, più precisamente video ritrovato, il film riprende un'avventura che mescola lo stile di Jurassic Park con l'atmosfera e la narrazione in prima persona già visti in The Blair Witch Project e District 9.

## Trama
Luke è un ragazzo a cui piace l'avventura, e parte di nascosto con lo zio ed il padre assieme ad una spedizione scientifica.
La spedizione scientifica, formata da i tre protagonisti, una ricercatrice, un cameraman, uno scienziato, una ragazza ed un pilota, finita nel Congo, alla caccia del mitico Mokele mbembe, porta alla scoperta, in una valle nel cuore della giungla, di animali con tutta l'apparenza dei dinosauri estinti da 65 milioni di anni. Giunti vicino ad un lago con un elicottero, la spedizione viene attaccata da enormi pterosauri. L'elicottero precipita ed il pilota muore, mentre il resto dell'equipaggio rimane miracolosamente vivo.
Dopo essersi accampati in un villaggio abbandonato, vengono presi di mira da un gruppo di Icaronycteris, e lì resta ucciso lo zio di Luke con una ragazza. Allontanatosi da quel luogo in una barca, il gruppo si accampa nelle vicinanze di un fiume. Durante la cena attorno al fuoco, arrivano piccoli ornitopodi onnivori, dei Dilophosauri evoluti. Essi infatti possono sfoggiare una cresta (gli adulti, lo si vedrà avanti nel film, sono alti ben 3 metri), e, come riveleranno il mattino dopo, nuotano in modo fenomenale. Uno di questi (forse il più amichevole del gruppo) diventa un grande amico di Luke, che lo battezza Crypto.
Dopo avere piazzato una telecamera connessa alla loro tramite radio sul collo di Crypto, si nota che essi nuotano fino ad attraversare una grotta e, entrati in una galleria, si vede che un teropode di modeste dimensioni, probabilmente un Afrovenator, si avventa sul branco di cuccioli di Lesothosaurus. Il padre di Luke e la ricercatrice sono riluttanti all'idea di andare in quel luogo (chiamato dagli aborigeni "L'ingresso dei demoni alati"), ma il ricercatore, Luke ed il cameraman riescono, insistendo, a convincerli ad andare in esplorazione. Dopo avere attraversato le pericolose correnti della lunga grotta, si ritrovano di fronte al leggendario plesiosauro Mokele mbembe e, a seguito dell'attacco di un Pliosaurus, vengono brutalmente divisi in 2 gruppi , uno formato dal padre di Luke, la ricercatrice ed il cameraman e l'altro formato da Luke e dallo scienziato Charlie. Quest'ultimo si appropria del telefonino smartphone/satellitare e, portato con inganno Luke nella buca dei Lesothosaurus, lo getta senza pietà nel buio. Luke viene aiutato da Crypto a fuggire dagli pterosauri e da dei dinosauri carnivori, conoscendo bene l'isola. Ritrovatosi in una radura, Luke rincontra suo padre ed il cameraman, mentre la ricercatrice era rimasta alla base per diffidenza della sopravvivenza di Luke, ed esso spiega loro cosa aveva fatto Charlie. Ma gli pterosauri li inseguono ancora ed il cameraman, pure di garantire via libera al padre di Luke ed a Luke, ingaggia, col suo treppiedi, una pericolosa battaglia contro i rettili arcaici volanti, perdendo la vita. Dopo avere raggiunto un'altura ghiaiosa, inseguiti da un Charlie impazzito e furibondo, Luke ed il padre vengono travolti da una frana causata dallo scienziato, dove il padre di Luke precipita nel vuoto, dopo avere convinto Luke a non salvarlo ed a scappare da Charlie. Charlie raggiunge Luke e tenta di eliminarlo, e Luke è in preda al panico, ma Crypto gli sputa addosso, gesto che si rivelerà molto amichevole e che salverà la vita al ragazzo. Infatti sopraggiungono i Dilophosauri adulti, i genitori di Crypto, che dopo avere annusato Luke ed avere sentito che produceva un odore familiare, non lo riconoscono come una minaccia, mentre non sentono lo stesso odore su Charlie e lo riconoscono infine come nemico, sbranandolo, poiché lui stesso aveva aggredito il loro figlio con un calcio. Luke lancia lo zaino oltre una rapida e delle cascate, in modo che essa venga ritrovato da un gruppo di militari inviati lì a cercare la squadra dispersa, mentre lui resterà ad aspettare, con l'aiuto di Crypto. Aperto lo zaino, essi notano una videocamera connessa a quella di Luke, e, vedendo il ragazzo insieme ad un uomo, che sembra essere il padre, partono per cercarli. Questo finale suggerisce un possibile seguito.

## Promozione
(Tagline)